# Ramón Núñez Centella
Ramón Núñez Centella (La Coruña, 16 de agosto de 1946) es un divulgador científico español. Licenciado en Ciencias por la Universidad de Santiago de Compostela y Master of Arts en Enseñanza de las Ciencias por la New York University, ha concebido y diseñado los tres museos científicos coruñeses, creados por el Ayuntamiento de La Coruña. El conjunto está formado por la Casa de las Ciencias, la Domus y el Aquarium Finisterrae.
Ramón Núñez ha dirigido los tres museos desde su creación en 1985 hasta el año 2008. Hasta diciembre de 2013 dirigió el MUNCYT (Museo Nacional de Ciencia y Tecnología de España). Más allá de su labor museológica, ha contribuido a la educación y divulgación de la ciencia con artículos en prensa, conferencias y colaboraciones en televisión y radio. Está considerado como el impulsor de la nueva museología científica en España. En la actualidad está jubilado, y sigue colaborando en la revista Muy Interesante o el suplemento La Voz de la Escuela, de La Voz de Galicia.

## Biografía
Hijo, nieto y bisnieto de maestros, Ramón Núñez Centella (Moncho Núñez), se dedicó a la enseñanza de las ciencias desde 1970, cuando también se integró en el grupo Padres y Maestros, dirigido por Jesús Garrido, en cuya revista publicó numerosos artículos sobre didáctica y sobre la aplicación de las ideas de Jean Piaget a la educación científica. Realizó la adaptación a España del programa SCIS, de la Universidad de California en Berkeley, para la enseñanza activa de la ciencia a nivel elemental, en el colegio coruñés Santa María del Mar. 
En 1976/77 formó parte del equipo del Project City Science (New York University) bajo la dirección de F. James Rutherford. 
En 1983 fue nombrado director del Servicio Municipal de Educación del Ayuntamiento de La Coruña, desde donde propuso y diseñó la Casa de las Ciencias, que fue inaugurada en 1985 bajo su dirección. Desde entonces ha ejercido como divulgador, defendiendo la interdisciplinariedad, la divergencia, el espíritu lúdico y la provocación intelectual como herramientas educativas, creando de hecho una escuela de divulgadores vinculados a los museos científicos coruñeses. Con esos mismos principios ha diseñado y dirigido, además, la Domus (Casa del Hombre) y el Aquarium Finisterrae (Casa de los Peces), inaugurados en 1995 y 1999, respectivamente. 
También ha participado en el diseño museológico de otros centros, como el Museo de las Ciencias Príncipe Felipe de Valencia, en colaboración con Manuel Toharia, y ha apoyado y asesorado la creación de museos de ciencia y planetarios en España, como el Parque de las Ciencias de Granada o el Planetario de Pamplona. Es director y autor del guion de numerosas exposiciones y programas de planetario. Ha ideado y promovido diferentes iniciativas para la renovación de la enseñanza de las ciencias y la promoción de la divulgación científica, como el Premio Luis Freire de investigación científica para escolares y los premios Prismas de la Casa de las Ciencias.
Colaborador habitual de la revista Muy Interesante desde 1991, también ha publicado artículos de opinión y de divulgación científica en diarios como El País, La Vanguardia, Diario 16 y La Voz de Galicia, donde fue uno de los creadores del suplemento "La Voz de la Escuela". En 1992 recibió el Premio Nacional de Periodismo Científico, otorgado por el CSIC. Es miembro de la Academia de Gastronomía de Galicia, de la Asociación Española de Comunicación Científica, de la New York Academy of Sciences y de la Royal Institution. Ha pronunciado centenares de conferencias en todo el mundo sobre museología, divulgación, didáctica de las ciencias, periodismo científico e historia de la ciencia.

## Proyectos museológicos
- Casa de las Ciencias (La Coruña, 1985)
- Domus (La Coruña, 1995)
- Aquarium Finisterrae (La Coruña, 1999)
- Museo de las Ciencias Príncipe Felipe (Valencia, 2000)
- Museo de la Evolución Humana (Burgos, en construcción)
- MUNCYT (Museo Nacional de Ciencia y Tecnología de España, La Coruña 2009)

## Exposiciones más relevantes
- Nuevos Materiales (1989)
- Madera del Aire (1990)
- Las vueltas que da la vida (1992)
- Hache-dos-O (léase agua) (1993)
- El rostro humano (1995)
- Blanca y Redonda (1997)
- Amarillo por Naturaleza (1997)
- De cráneo et calvaria (1998)
- Sección de Genética (Domus 2002)
- Bosque de cromosomas (MCPF Valencia 2003)
- Vacunas para todos (2003)
- Palabras de la Ciencia (2004)
- Los huesos vivientes (2004)
- Homínidos y homínidas (Domus 2005)

## Principales programas de planetario
- El Zodíaco (1987)
- La Familia del Sol (1989)
- Vía Láctea (1993)
- Crónicas marcianas (1996)
- Galileo, Mensajero de las Estrellas (2001)
- Cita con Venus (2004)

## Libros
- Nombres comunes, visiones propias: Diccionario heterodoxo, 1996 (ISBN 84-8211-087-X)
- Guía para perderse en Domus (Coordinador), 1997 (ISBN 84-86836-67-0)
- Galileo, mensajero de las estrellas (Coordinador), 2002 (ISBN 84-95600-10-2)
- Tocar, pensar, sentir, soñar, 2005 (ISBN 84-95600-32-3)
- La huella de Einstein (Coordinador), 2005 (ISBN 84-689-4110-7)
- Esta es mi gente, 2007 (ISBN 84-935631-0-3)
- Un científico en la cocina, 2007 (ISBN 84-08-07545-5)
- Ciencias para el Mundo Contemporáneo (en colaboración con los técnicos de mc2), 2008

## Módulos expositivos destacados
- El esqueleto azul (Domus 1995)
- Gioconda Sapiens (Domus 1995)
- El gabinete del Capitán Nemo (Aquarium Finisterrae 1999)
- El gen de la telomerasa (Domus 2002)